# 절영로
절영로(絕影路)는 부산광역시 영도구 봉래동1가 부산대교 하부와 동삼동 동삼국민은행앞 교차로를 잇는 부산광역시의 도로이다. 절영로의 "절영"(絕影)은 영도의 다른 이름인데, 국마장 말이 빠르게 달려서 말 그림자가 땅에 비치지 않았다고 한데서 붙여진 이름이다. 영도구 지역의 서남부 지역을 잇는 주요 도로다.
동삼동 부산남고등학교에서 조양아파트까지 구간은 동삼동 방면으로만 통행이 가능한 일방통행 구간이다. 동삼동에서 봉래동 방면으로 가려면 중리북로 구간을 이용해야 하며, 이 두 도로는 별개의 도로이지만 교통방송 등에서는 도로 연결 등의 문제로 인하여 중리북로 구간도 절영로로 취급하고 있다.

## 주요 경유지
부산광역시
- 영도구 동삼동 - 영선동 - 남항동 - 대교동

## 노선
- 연한 파란색(■): 부산광역시도 제6101호선 구간

| 이름                  | 접속 노선                                 | 소재지     | 소재지 | 비고          |
| --------------------- | ----------------------------------------- | ---------- | ------ | ------------- |
| (부산대교 하부)       | 부산광역시도 제63호선 (대교로)            | 부산광역시 | 영도구 | 시점          |
| 대교사거리            | 부산광역시도 제6101호선 (태종로)          | 부산광역시 | 영도구 |               |
| 남항사거리            | 남항로 남항로16번길                       | 부산광역시 | 영도구 |               |
| 영선아래사거리        | 부산광역시도 제66호선 (남항대교) 영선대로 | 부산광역시 | 영도구 |               |
| 영선윗로터리          | 꿈나무길 영상길 남항새싹길                | 부산광역시 | 영도구 |               |
| 2송도삼거리           | 하나길                                    | 부산광역시 | 영도구 |               |
| 함지골청소년수련관    |                                           | 부산광역시 | 영도구 |               |
| 75광장                | 함지로                                    | 부산광역시 | 영도구 |               |
| 부산남고등학교        | 중리북로                                  | 부산광역시 | 영도구 | 일방통행 구간 |
| (조양아파트)          | 중리북로                                  | 부산광역시 | 영도구 | 일방통행 구간 |
| (KT동삼빌딩)          | 와치로                                    | 부산광역시 | 영도구 |               |
| 동삼국민은행앞 교차로 | 동삼로                                    | 부산광역시 | 영도구 |               |

## 주요 건물 및 시설
- 대평초등학교 (부산광역시 영도구 절영로 82)
- 남항치안센터 (부산광역시 영도구 절영로 91)
- 영선동우체국 (부산광역시 영도구 절영로 96-1)
- 부산보건고등학교 (부산광역시 영도구 절영로 163)
- 함지골청소년수련관 (부산광역시 영도구 절영로 319)